# Placówka Straży Granicznej w Medyce
Placówka Straży Granicznej w Medyce – graniczna jednostka organizacyjna Straży Granicznej realizująca zadania w ochronie granicy państwowej na granicy polsko-ukraińskiej (zewnętrznej granicy Unii Europejskiej).

## Formowanie i zmiany organizacyjne
Placówka Straży Granicznej w Medyce (PSG w Medyce), powołano 24 sierpnia 2005 ustawą z 22 kwietnia 2005 o zmianie ustawy o Straży Granicznej..., w strukturach Bieszczadzkiego Oddziału Straży Granicznej z przemianowania dotychczas funkcjonującej Granicznej Placówki Kontrolnej Straży Granicznej w Medyce (GPK SG w Medyce). Znacznie rozszerzono także uprawnienia komendantów, m.in. w zakresie działań podejmowanych wobec cudzoziemców przebywających na terytorium RP.
25 listopada 2005 nastąpiło zakończenie służby w Straży Granicznej funkcjonariuszy służby kandydackiej i przejście Straży Granicznej na system służby zawodowej.
W placówce SG w Medyce utworzono Punkt Ogniskowy – Focal Points, w którym całorocznie pełnią służbę funkcjonariusze służb granicznych ze wszystkich państw członkowskich Unii Europejskiej.
W 2023, Placówka Straży Granicznej w Medyce miała status placówki SG kategorii I.

## Terytorialny zasięg działania
Stan z 1 sierpnia 2011
Placówka Straży Granicznej w Medyce ochrania odcinek granicy państwowej na długości 21,10 km:
- Od znaku granicznego nr 533 do znaku  granicznego nr 496.
- W strefie nadgranicznej linia rozgraniczenia z placówką SG w:

1. Korczowej: włącznie znak graniczny nr 533, rzeka Wisznia do granicy gminy Radymno, dalej granicą gmin Radymno oraz Stubno i Orły.
2. Hermanowicach: wyłącznie znak graniczny nr 496, Krówniki, dalej  rzeka Wiar, od mostu na drodze krajowej nr 28, ul. Lwowska, Mickiewicza, Jagiellońska do mostu na Sanie, rzeką San, dalej granicą gmin Przemyśl oraz Krasiczyn.

- Poza strefą nadgraniczną obejmuje z powiatu jarosławskiego gminy: Rokietnica, Pruchnik, Roźwienica, z powiatu przeworskiego gminy: Zarzecze, Gać, Kanczuga, Jawornik Polski, z powiatu łańcuckiego gmina Markowa.

### Podległe przejścia graniczne
- Medyka-Szeginie (drogowe)
- Przemyśl-Mościska (kolejowe).

## Placówki sąsiednie
- Placówka SG w Korczowej ⇔ Placówka SG w Hermanowicach – 1.08.2011[b].

## Komendanci placówki
- ppłk SG Robert Inglot (15.03.2013–15.06.2015)[7]
- ppłk SG Jacek Szcząchor[8] (16.06.2015–31.08.2016)[7]
- por. SG Leszek Wojtowicz (1.09.2016–31.10.2016)[7]
- płk SG Janusz Wojtowicz, (1.11.2016–22.02.2019)[7]
- ppłk SG Maciej Pruski (p.o. 23.02.2019–30.04.2019), (od 1.05.2019)[7]
- płk SG Aleksander Kopek[9] (był 24.05.2021[10]–był w 2023[6]).